# Dom (Albania)
Dom – wieś położona w północnej części Albanii w gminie Gjegjan. Wieś znajduje się 69 kilometrów od stolicy państwa, Tirany.

## Demografia
Według spisu ludności z 1989 roku we wsi Dom mieszkało 730 mieszkańców.